# Hordenin

Hordenin, eller N,N-dimetyltyramin, är en alkaloid av typen fenetylamin. Den förekommer naturligt i flera växtarter och har fått sitt namn från en av de vanligaste, råg i släktet med det vetenskapliga namnet Hordeum. Kemiskt sett är hordenin ett N,N-dimetyl-derivat av den välkända biologiska aminen tyramin, som utgör den viktigaste byggstenen när växterna tillverkar hordenin och som har likartade farmakologiska egenskaper. 